# Гырчиново
Гырчиново (болг. Гърчиново) — село в Болгарии. Находится в Тырговиштской области, входит в общину Опака. Население составляет 494 человека (2022).

## Политическая ситуация
В местном кметстве Гырчиново, в состав которого входит Гырчиново, должность кмета (старосты) исполняет Сайдетин Ибрямов Ахмедов (Движение за права и свободы (ДПС)) по результатам выборов.
Кмет общины Опака — Лютфи Реянов Рюстемов Движение за права и свободы (ДПС)) по результатам выборов.